# 阿瓦什河
阿瓦什河是埃塞俄比亞的主要河流，也是內流盆地流域的主要河流。整個流域在埃塞俄比亞境內，流經阿姆哈拉州、奧羅米亞州、索馬里州和阿法爾州南部，最終注入與吉布地交界處的阿貝湖。
埃塞俄比亞中央統計局資料顯示，阿瓦什河全長1,200公里。1911年大英百科全書指出，中游位置在旱季時接近200英呎（60米）闊和4英呎（1.2米）深，在水災時水位從最低點上升50至60英呎（15至20米），淹沒河岸大片平原。
1980年，阿瓦什河的低谷地区列入联合国教科文组织世界遗产，登陆名称为阿瓦什低谷。

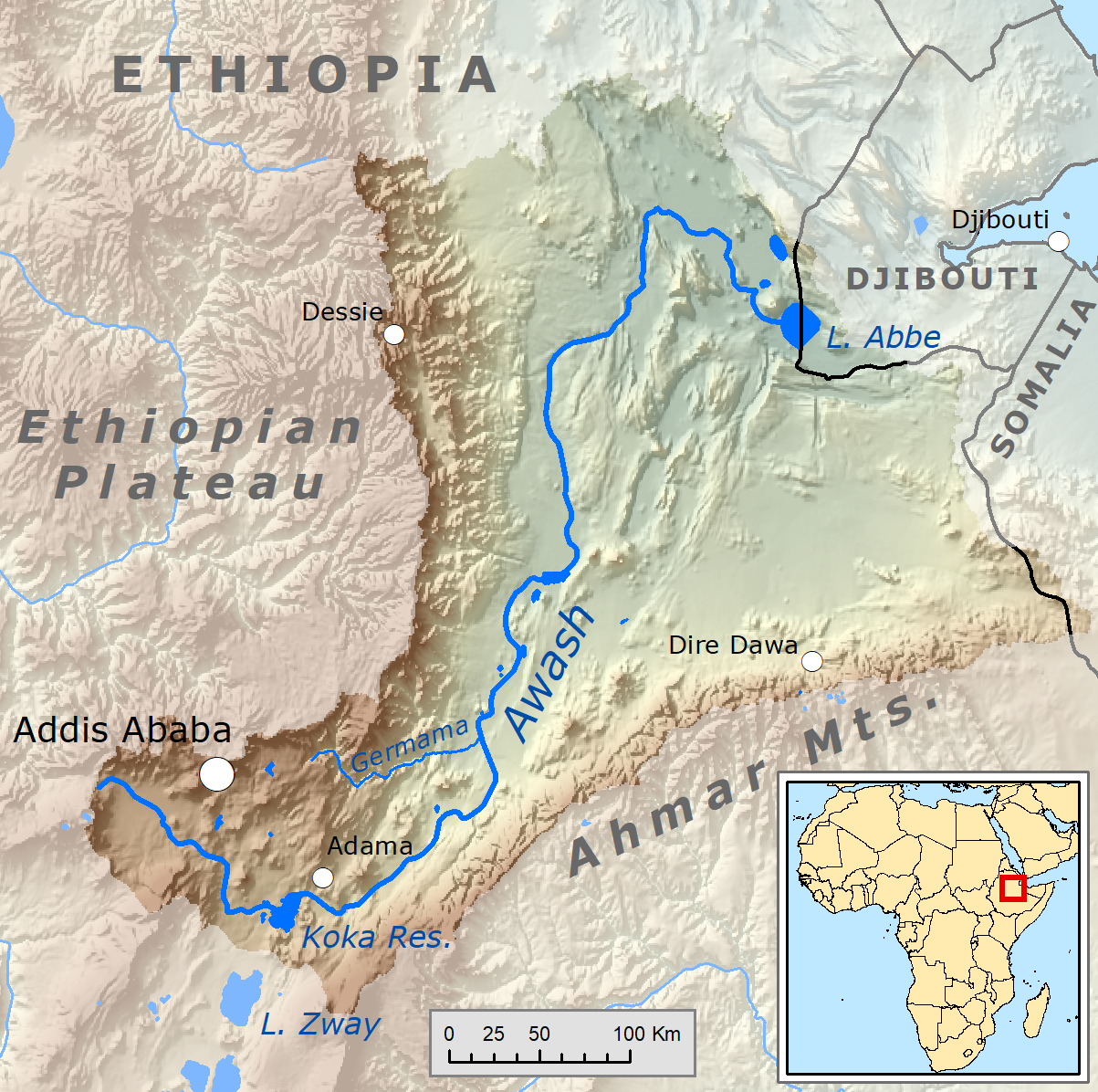
阿瓦什河在埃塞俄比亞的位置

## 外部連結
- The Middle Awash Project website （页面存档备份，存于）

## 延伸閱讀
- Zewdu Tememew Molla, "Dam Safety Evaluation on Koka Dam, Ethiopia". M.Sc. thesis, 2005. abstract

The Lower Valley 11°06′00″N 40°34′46″E / 11.10000°N 40.57944°E